# Bad Apple!!
"Bad Apple!!" é a sétima música da trilha sonora do jogo bullet hell Lotus Land Story de 1998, a quarta entrada na série Touhou Project criada pela ZUN Soft (atual Team Shanghai Alice). O tema instrumental foi originalmente criado para ser tocado durante a terceira fase do jogo, como chiptune no computador japonês NEC PC-9801, a 161 batidas por minuto usando uma placa de síntese de frequência modulada. A versão de Lotus Land Story que tem mais de 1.4 milhões de visualizações no YouTube é um remake da música de um álbum oficial de Touhou chamado Akyu's Untouched Score vol. 1 e foi lançado em 21 de maio de 2006.
É notável por ter recebido um cover pela Alstroemeria Records e um subsequente videoclipe em preto e branco estilo teatro de sombras, comumente chamado de Shadow art. O vídeo se tornou um meme japonês da Internet no final dos anos 2000, correlacionando-se com o pico da popularidade de Touhou, e ressurgiu em meados da década de 2010, quando o vídeo em preto e branco foi portado para mídias esotéricas, como hardware obsoleto, monitores criados dentro de videogames sandbox (por exemplo, Minecraft) e outras mídias incomuns (como uma televisão mecânica) como teste gráfico. Em agosto de 2024, alcançou mais de 90 milhões de visualizações no YouTube.
Desde então, a versão da Alstroemeria Records foi licenciada para várias outras empresas de videogame que adquiriram uma licença Touhou e foi convidada em muitos jogos de ritmo, como Dance Dance Revolution, Muse Dash e Hatsune Miku: Colorful Stage!. Foi até usado em spin-offs oficialmente licenciados, como Touhou Spell Bubble, como faixa tutorial do jogo e música livre do jogo.

## Versão pop
Em 20 de maio de 2007, dia da 4ª Reitaisai, uma versão cover mais longa com a cantora japonesa nomico foi lançada no álbum Lovelight pelo círculo dōjin Alstroemeria Records, liderado por Masayoshi Minoshima. Ela compartilha pouca semelhança com a trilha sonora original, usando apenas alguns samples da melodia, mas mesmo assim se destacou por ser a única música vocal do álbum, e por suas letras que tratam de depressão e apatia.
De maio de 2017 a agosto de 2018, quando o videoclipe atingiu 10 anos, a Alstroemeria Records lançou uma série de álbuns chamada "10th Anniversary Bad Apple!!" consistindo inteiramente de remixes e covers de sua versão de "Bad Apple!!".

### Videoclipe
Em agosto de 2008, um usuário do Nico Nico Douga compartilhou um de um storyboard baseado na versão da Alstroemeria Records, pedindo a alguém para animá-lo. Vários vídeos de animação começaram a aparecer, com relativamente pouco sucesso.
Entre outubro de 2008 e outubro de 2009, um grupo colaborativo liderado por Anira (あにら) criou uma animação em estilo teatro de sombras preto e branco baseado no esboço e a publicou no Nico Nico em 27 de outubro de 2009. Cresceu rapidamente em popularidade como um meme e o upload original do Nico Nico foi visto mais de 26 milhões de vezes e um reupload do YouTube com mais de 80 milhões. O vídeo mostra muitos dos personagens de Touhou Project da era Windows, até Scarlet Weather Rhapsody, enquanto elas fazem a transição entre si.

## Uso como teste gráfico e de áudio
A música teve um salto de popularidade em meados da década de 2010, quando o vídeo de shadow art foi portado para vários consoles de videogame de segunda geração e calculadoras gráficas, presumivelmente incapazes de reproduzir considerados incapazes de reproduzir vídeo em movimento para competições de demoscene de retrocomputação. Dessa forma, o vídeo se tornou um equivalente gráfico aos programas "Olá, Mundo".
- Em junho de 2014, a demonstração "8088 Domination" incluiu uma seção renderizando o clipe em um IBM 5150 da época de 1981 a 640x200 de resolução e 30 quadros por segundo.[14][15]
- Em junho de 2014, cerca de 2 minutos do clipe foram adaptados para o Commodore 64 como 2000 quadros (12 por segundo) em um disquete de uma lado.[16]
- Em 2015, "Bad Apple!!" já havia sido adaptado para o console Vectrex de 1982,[17][18] Atari 2600 de 1977, Nintendo Entertainment System(NES) de 1985, Sega Genesis de 1988, e calculadoras gráficas da série TI-84 Plus.[17]
- Em 2017, o grupo de demos Bitshifters lançou uma versão para o BBC Micro, rodando no Modo 7 compatível com teletexto, com música chiptune.[19]
- Em 2017, fenarinarsa lançou um demo em 320x200 a 30 quadros por segundo com áudio 50 kHz para o Atari STE.[20]
- Em 2019, usuário do YouTube otter_us fez um programa em Python que converte uma imagem em Braille, converteu o clipe todo em um arquivo de legendas e publicou um vídeo em branco com as legendas customizadas.[21]
- Também em 2019, um Arduino Mega foi programado por Stéphane Hockenhull para renderizar o vídeo (sem som) a 128x176 a 60 quadros por segundo.[22] No mesmo ano, "Wiz" do demogroup Imphobia lançou uma demonstração renderizando o vídeo em um Apple II.[23]
- Em 2020, um Amiga AGA foi lançado na demoparty NOVA2020.[24]
- Em meados de 2020, Sarah Purohit programou um processador Epyc de 64 núcleos para mostrar o vídeo em 16x8 nos gráficos de uso de threads no Gerenciador de Tarefas do Windows.[25][26]
- Em março de 2021, Kris Kennaway criou uma versão completa para o Apple II e canalizando 95MB de dados diretamente de um cartão CFFA3000.[27]
- Em março de 2021, um usuário conhecido como Junfernocriou uma versão completa do clipe para a calculadora gráfica Desmos.[28]
- Em abril de 2021, um usuário pelo nome de -T.K- adaptou toda a música para um processador RISC V.[29]
- Em janeiro de 2022, o canal do YouTube Something Nerdy Videos lançou um par de vídeos[30][31] demonstrando o vídeo completo de "Bad Apple!!" rodando em tela cheia, com taxa de quadros completa e taxa de reprodução de áudio total em um NES usando um mapeador de memória personalizado. Em novembro de 2024, eles tornaram o ROM e o mapeador de memória personalizado disponíveis para download em um Everdrive N8 Pro.[32]
- Em março de 2023, um usuário chamado ArnoHu portou o vídeo ao Scratch usando 676 blocos.[33]
- Em 2024, o speedrunner auxiliado por ferramenta OnehundredthCoin lançou um vídeo onde recriou o vídeo dentro do jogo Super Mario Bros. para o Nintendo Entertainment System, usando os sprites originais do jogo e execução de código arbitrário para gerar o áudio e a animação.[34] No mesmo ano, Oliver Schmidt apresentou sua versão da demo para o Apple II[35], usando sua placa de expansão de hardware definida por software A2Pico na edição do Kansas Fest 2024.[36]

## Usos na cultura de memes
Além dos métodos mencionados acima, "Bad Apple!!" também foi recriado por meios não convencionais como um meme da Internet, incluindo animação stop motion com recortes, mods dentro do jogo Minecraft, e shows de luzes a laser. Em 2023, usuários dos subreddits de Touhou Project, Osu! e Hatsune Miku se uniram para recriar "Bad Apple!!" na tela do r/place do Reddit, durante a edição de 2023.